# Toudentsé
Toudentsé (en macédonien Туденце) est un village du nord-ouest de la Macédoine du Nord, situé dans la municipalité de Yégounovtsé. Le village comptait 431 habitants en 2002.

## Démographie
Lors du recensement de 2002, le village comptait :
- Macédoniens : 430
- Autres : 1